# Lobrathium cornutum
Lobrathium cornutum – gatunek chrząszcza z rodziny kusakowatych i podrodziny żarlinków (Paederinae).
Gatunek ten opisany został w 2012 roku przez Volkera Assinga na podstawie parki odłowionej w 1988 roku.
Chrząszcz silnie zbliżony wyglądem do Lobrathium bicornutum. Samiec ma tylną krawędź poprzecznego siódmego sternitu odwłoka lekko wciętą, a wgniecenie na nim płytkie, położone pośrodku części tylnej. Na podłużnym sternicie ósmym wgniecenie jest opatrzone kilkoma czarnymi, grubymi, krótkimi szczecinkami, a tylne wcięcie jest małe i U-kształtne. Edeagus ma krótszy i grubszy rozdwojony wyrostek brzuszny.
Owad endemiczny dla Nepalu, znany wyłącznie z dojrzałego lasu mieszanego w dystrykcie Terhathum, na wysokości 2450–2850 m n.p.m..